# 2007 en santé et médecine
| Années de la santé et de la médecine : 2004 - 2005 - 2006 - 2007 - 2008 - 2009 - 2010    |
| Décennies de la santé et de la médecine : 1970 - 1980 - 1990 - 2000 - 2010 - 2020 - 2030 |

Cet article présente les faits marquants de l'année 2007 en santé et médecine.

## Événements
- 16 juillet : incident grave à la centrale nucléaire de Kashiwazaki-Kariwa au Japon à la suite d'un tremblement de terre.
- Selon l’ONUSIDA, 33,6 millions de personnes vivent avec le VIH/SIDA dans le monde à la fin 2007 (30,8 millions d'adultes, 2,5 millions d'enfants de moins de 15 ans)[1].
- Découverte en Grande-Bretagne de 3 lots contrefaits de Zyprexa de présentation française[2].
- 30 novembre : inauguration du Grenoble-Institut des neurosciences.

## Prix
- Prix Nobel de physiologie ou médecine : Mario Capecchi, Oliver Smithies et Martin Evans.
- Prix Albert-Lasker pour la recherche médicale fondamentale : Dr Ralph Steinman (1943-2011).
- Prix Albert-Lasker pour la recherche médicale clinique : Dr Alain Carpentier (91 ans), Dr Albert Starr (98 ans).

## Décès
- 20 février : Édouard Zarifian (né en 1941), psychiatre, universitaire et psychothérapeute français d'origine arménienne.
- 15 mars : Jean Talairach (né en 1911), psychiatre et neurochirurgien français, connu pour ses contributions à la cartographie du cerveau[3],[4].
- 28 juillet : Jean Lassner (né en 1913), médecin français d'origine autrichienne pionnier de l’anesthésie.
- 26 octobre : Arthur Kornberg (né en 1918), médecin et biochimiste américain, lauréat en 1959 du prix Nobel de physiologie ou médecine avec le Dr Severo Ochoa (1905-1993) pour la découverte du mécanisme biologique de la synthèse de l'acide désoxyribonucléique (ADN).